# Paid tha Cost to Be da Boss
Paid tha Cost to Be da Boss je šesti studijski album repera Snoop Dogga objavljen 2002. godine. Album je prodan u 1.300.000 primjeraka diljem svijeta.

## Popis pjesama
| #  | Naziv                                                                   | Producent                                | Trajanje |
| -- | ----------------------------------------------------------------------- | ---------------------------------------- | -------- |
| 1  | "Don Doggy"                                                             |                                          | 0:42     |
| 2  | "Da Boss Would Like to See You"                                         | E-Swift                                  | 1:59     |
| 3  | "Stoplight"                                                             | Jelly Roll                               | 4:26     |
| 4  | "From tha Chuuuch to da Palace" (zajedno s Pharrell)                    | The Neptunes                             | 4:40     |
| 5  | "I Believe in You" (zajedno s LaToiya Williams)                         | Hi-Tek                                   | 4:34     |
| 6  | "Lollipop" (zajedno s Soopafly, Jay Z, Nate Dogg)                       | Just Blaze                               | 3:48     |
| 7  | "Ballin'" (zajedno s The Dramatics, Lil' Half Dead)                     | Battlecat                                | 5:19     |
| 8  | "Beautiful" (zajedno s Pharrell, Charlie Wilson)                        | The Neptunes                             | 4:58     |
| 9  | "Paper'd Up" (zajedno s Kokane, Traci Nelson)                           | Fredwreck                                | 3:50     |
| 10 | "Wasn't Your Fault" (zajedno s Ginuwine)                                | L.T. Hutton                              | 4:30     |
| 11 | "Bo$$ Playa"                                                            | Fredwreck                                | 5:53     |
| 12 | "Hourglass" (zajedno s Kokane, Goldie Loc)                              | Jelly Roll                               | 4:20     |
| 13 | "The One and Only"                                                      | DJ Premier                               | 3:49     |
| 14 | "I Miss That Bitch" (zajedno s E-White)                                 | Hi-Tek                                   | 3:12     |
| 15 | "From Long Beach 2 Brick City" (zajedno s Redman, Nate Dogg, Warren G)  | Fredwreck                                | 3:43     |
| 16 | "Suited N Booted"                                                       | Meech Wells, co-produced by Quaze Harris | 3:16     |
| 17 | "You Got What I Want" (zajedno s Charlie Wilson, Goldie Loc, Ludacris)  | Jelly Roll                               | 3:36     |
| 18 | "Batman & Robin" (zajedno s Lady of Rage, RBX)                          | DJ Premier                               | 5:03     |
| 19 | "A Message 2 Fat Cuzz"                                                  |                                          | 1:40     |
| 20 | "Pimp Slapp'd" (Death Row Diss)                                         | Josef Laimberg                           | 5:42     |
| 21 | "Mission Cleopatra" (zajedno s Jamel Debbouze) [Francuska Bonus Pjesma] | Daz Dillinger                            | 3:51     |

## Top liste i certifikacije

### Završne pozicije na top listama
|                   | Top liste                | Top liste | Top liste          | Top liste           | Top liste             | Top liste      | Top liste          | Top liste           | Top liste                    | Top liste |
| Billboard Hot 200 | Top R&B / Hip-Hop Albums | UK Top 75 | New Zealand Top 50 | Canada Top 50 Album | Germany Top 100 Album | France Top 150 | Netherland Top 100 | Switzerland Top 100 | Japanese Import Sales Top 50 |           |
| ----------------- | ------------------------ | --------- | ------------------ | ------------------- | --------------------- | -------------- | ------------------ | ------------------- | ---------------------------- | --------- |
| Pozicija          | 12                       | 3         | 64                 | 27                  | 34                    | 46             | 17                 | 50                  | 48                           | 49        |

### Certifikacije
|          | Certifikacije | Certifikacije | Certifikacije  | Certifikacije | Certifikacije | Certifikacije |
| Platinum | Platinum      | Gold          | Gold           | Gold          | Uncertified   |               |
| -------- | ------------- | ------------- | -------------- | ------------- | ------------- | ------------- |
| Država   | United States | Worldwide     | United Kingdom | Canada        | France        | Japan         |
| Prodano  | 1,000,000     | 1,300,000     | 100,000        | 100,000       | 110,000       | 19,082        |
| Datum    | 31.03.2003    | 01.03.2003    | 12.09.2005     | 01.01.2003    | 10.12.2003    | 24.11.2003    |

| Naziv         | "Beautiful"    | "Beautiful"   | "Beautiful"         |
| Država        | SAD            | AUS           | NZ ringtones        |
| Certifikacija | Gold (500.000) | Gold (35.000) | Platinum (10.000dl) |